# Чортомлик (станція)
Чортомли́к — проміжна залізнична станція Криворізької дирекції Придніпровської залізниці на електрифікованій лінії Апостолове — Запоріжжя II між станціями Нікопольбуд (11 км) та Підстепне (10 км). Розташована в селищі Чортомлик Нікопольського району Дніпропетровської області.

## Історія
10 червня 2023 року, внаслідок підриву Каховської ГЕС, на перегоні  Чортомлик — Нікопольбуд через зсув ґрунту просів насип під залізничними коліями, що спричинило припинення руху поїздів. Залізничники одразу ж взялися до відновлювальних робіт, які були виконані в найкоротші терміни. 22 червня 2023 року рух поїздів на перегоні було відновлено.

## Пасажирське сполучення
На станції Чортомлик до 18 січня 2023 року зупинялися пасажирські поїзди далекого сполучення, яким змінено маршрут руху через станцію Дніпро-Головний, у зв'язку з регулярними обстрілами з боку російських окупантів по населенним пунктам громад. Наразі через станцію Чортомлик курсують поїзди приміського сполучення Нікополь — Кривий Ріг / Тимкове.